# Siegen
Siegen este un oraș din Renania de Nord-Westfalia, Germania.

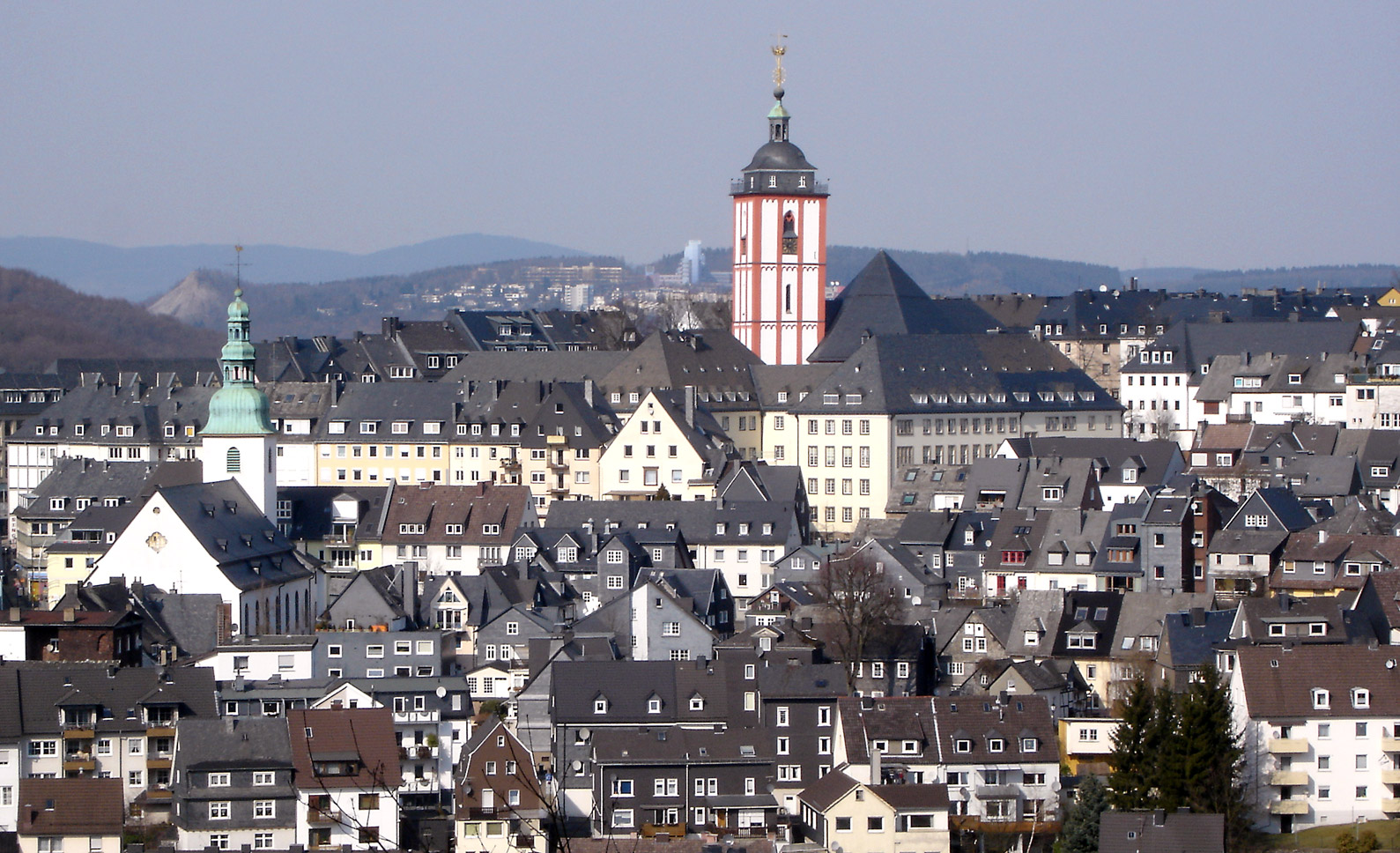
Panoramă a Oberstadt-ului (cartierul de sus, Siegberg) din Siegen, Germania. La stânga e biserica "Sf. Maria", la mijloc e cea a Sf. Niculae, ce are coroana de aur (Krönchen). În fundal: clădirile Universității din Siegen (Haardter Berg).